# 도부 가나사키역
도부 가나사키역(일본어: 東武金崎駅)은 일본 도치기현 도치기시에 있는 도부 철도 닛코 선의 역이다. 역 번호는 TN 15이다.

## 역 구조
섬식 승강장 1면 2선으로 통과선 2선을 가진 지상역이다. 역원 배치역으로 역사는 선로의 동쪽에 있고 승강장은 과선교에서 연결된다.

### 승강장
| 번호 | 노선    | 방향 | 행선                                                                                      |
| ---- | ------- | ---- | ----------------------------------------------------------------------------------------- |
| 1    | 닛코 선 | 상행 | 신토치기・도부 도부쓰코엔・ 도부 스카이트리 라인 기타센주・도쿄 스카이트리・아사쿠사 방면 |
| 2    | 닛코 선 | 하행 | 시모이마이치・도부 닛코・ 기누가와 선 기누가와온센 방면                                   |

## 역 주변

### 동쪽
- 가나사키 우체국
- 아시카가 은행 니레기 지점 니시 출장소
- 가누마 상호 신용 금고 카나 사키 지점
- 오모이 강
- 도치기 현도 131호 가나사키 정차장선

### 서쪽
- 도치기 시 관공서 니시 종합 지소
- 후생회 니시 병원
- 국도 제293호선

## 역사
- 1929년 4월 1일: 영업 개시.
- 2006년: 승강장 유효 길이를 4량 편성 대응에서 6량 편성 대응에 연장.
- 2012년 3월 17일: TN 15의 역 번호 도입.

## 인접역
| 도부 철도 닛코 선                   | 도부 철도 닛코 선  | 도부 철도 닛코 선           |
| ----------------------------------- | ------------------ | --------------------------- |
| TN 14 이에나카 도부 도부쓰코엔 방면 | ■ 구간 급행 ■ 보통 | 니레기 TN 16 도부 닛코 방면 |